# غاستون ري
غاستون ري (بالفرنسية: Gaston Rey )‏ (و. 1904 – 1978 م) هو ممثل، من فرنسا، ولد في مارسيليا، توفي عن عمر يناهز 74 عاماً.

## وصلات خارجية
- غاستون ري على موقع IMDb (الإنجليزية)
- غاستون ري على موقع ألو سيني (الفرنسية)
- غاستون ري على موقع ميوزك برينز (الإنجليزية)
- غاستون ري على موقع أول موفي (الإنجليزية)
- غاستون ري على موقع قاعدة بيانات الأفلام السويدية (السويدية)
- غاستون ري على موقع قاعدة بيانات الفيلم (الإنجليزية)
- غاستون ري على موقع كينوبويسك (الروسية)